# Ploudalmézeau
Ploudalmézeau (Gwitalmeze in bretone) è un comune francese di 6 358 abitanti situato nel dipartimento del Finistère nella regione della Bretagna.

## Società

### Evoluzione demografica
Abitanti censiti